# 유럽 문화 수도
유럽 문화 수도(영어: European Capital of Culture, 프랑스어: Capitale européenne de la culture)는 유럽 연합 회원국의 도시를 매년 선정하여, 1년간에 걸쳐 집중적으로 각종 문화 행사를 전개하는 사업이다.
1983년 그리스 문화부 장관을 역임하고 있던 멜리나 메르쿠리가 유럽 문화 도시(European City of Culture) 사업을 제안했고 1985년 그리스의 아테네가 최초의 유럽 문화 도시로 지정되었다. 1999년 사업 명칭이 유럽 문화 수도로 바뀌면서 오늘에 이른다.

## 역대 유럽 문화 수도
- 1985년:  아테네
- 1986년:  피렌체
- 1987년:  암스테르담
- 1988년:  서베를린
- 1989년:  파리
- 1990년:  글래스고
- 1991년:  더블린
- 1992년:  마드리드
- 1993년:  안트베르펜
- 1994년:  리스본
- 1995년:  룩셈부르크 시
- 1996년:  코펜하겐
- 1997년:  테살로니키
- 1998년:  스톡홀름
- 1999년:  바이마르

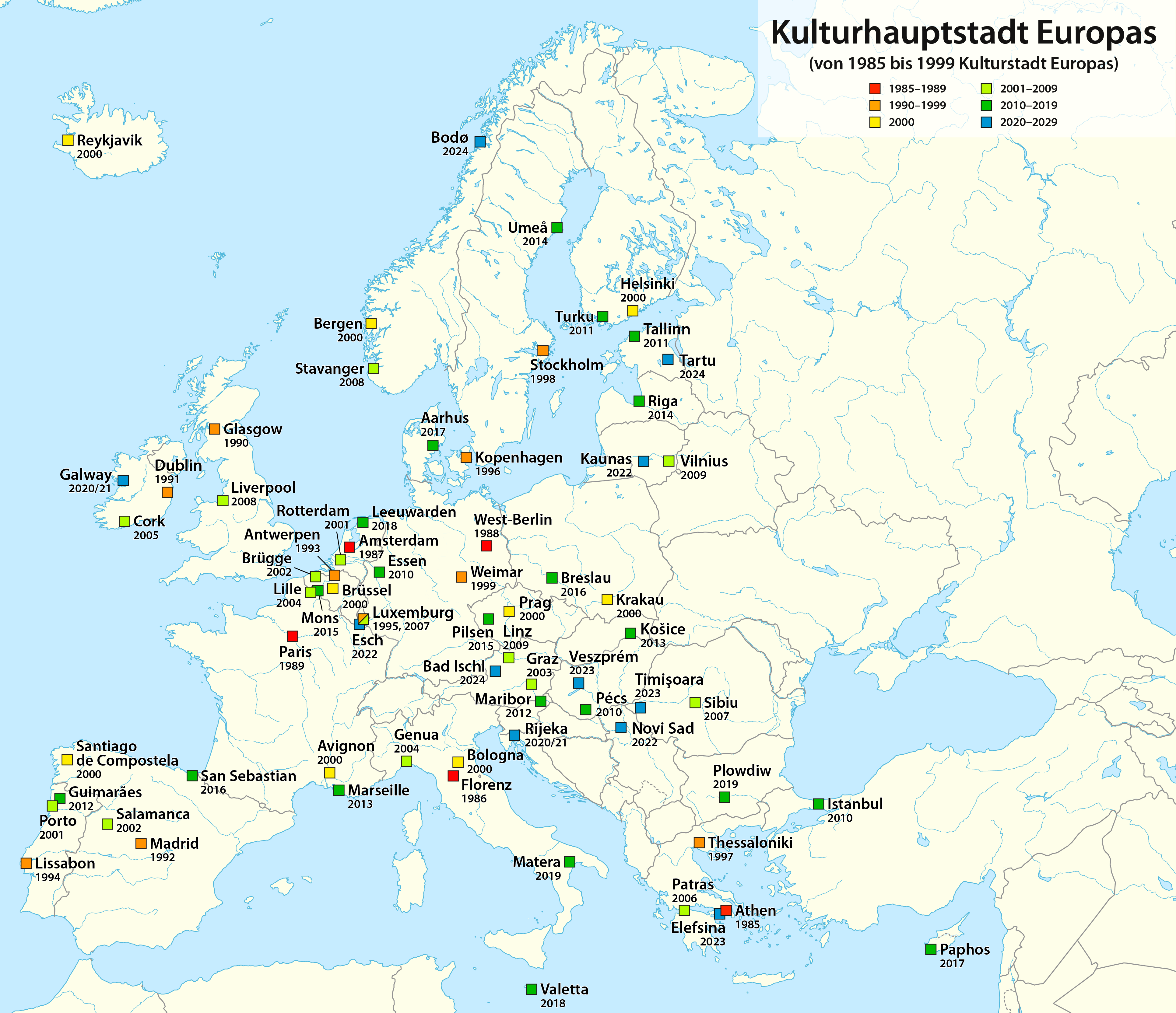
유럽 문화 수도 지도

- 2000년:  레이캬비크,  베르겐,  볼로냐,  브뤼셀,  산티아고데콤포스텔라,  아비뇽,  크라쿠프,  프라하,  헬싱키
- 2001년:  로테르담,  포르투
- 2002년:  브뤼허,  살라망카
- 2003년:  그라츠
- 2004년:  릴,  제노바
- 2005년:  코크
- 2006년:  파트라
- 2007년:  룩셈부르크,  시비우
- 2008년:  리버풀,  스타방에르
- 2009년:  린츠,  빌뉴스
- 2010년:  에센,  이스탄불,  페치
- 2011년:  탈린,  투르쿠
- 2012년:  기마랑이스,  마리보르
- 2013년:  마르세유,  코시체
- 2014년:  리가,  우메오
- 2015년:  몽스,  플젠
- 2016년:  브로츠와프,  산세바스티안
- 2017년:  오르후스,  파포스
- 2018년:  레이우아르던,  발레타
- 2019년:  마테라,  플로브디프
- 2020년 ~ 2021년:  리예카,  골웨이
- 2022년:  카우나스,  에슈쉬르알제트,  노비사드
- 2023년:  베스프렘,  티미쇼아라,  엘레프시나
- 2024년:  타르투,  바트이슐,  보되
- 2025년:  노바고리차 /  고리치아,  켐니츠
- 2026년:  트렌친,  오울루
- 2027년:  리에파야,  에보라
- 2028년:  체코,  프랑스
- 2029년:  폴란드,  스웨덴
- 2030년:  키프로스,  벨기에 및 후보국 또는 잠재적 후보국
- 2031년:  몰타,  스페인
- 2032년:  불가리아,  덴마크
- 2033년:  네덜란드,  이탈리아 및 후보국 또는 잠재적 후보국